# Areal Horečky
Das Ski-Areal Horečky in Frenštát pod Radhoštěm (deutsch Frankstadt unter dem Radhoscht) besteht aus mehrere Skisprungschanzen. Zur Anlage gehören vier kleinere Schanzen der Kategorien K 5, K 10, K 21 und K 45, und eine Normalschanze der Kategorie K 95.

## Geschichte
Am Berg Kozini entstand 1932 eine erste Schanze, die 1948 stillgelegt wurde. Man sprang auf der alten Schanze bis ca. 25 m weit. Die neue Schanze hat ihren Ursprung um 1935. Zu Beginn sprang man 30 m und nach späteren Umbauten sogar bis zu 60 m weit. 1960 hatte man vor, zwei neue Mattenschanzen der Kategorien K 40 und K 60 zu bauen. Aber dieses Vorhaben wurde erst nach dem Olympiasieg von Jiří Raška 1968 umgesetzt. Ein Jahr später entstand eine K 45-Mattenschanze.
1973 kam noch eine weitere K 21-Mattenschanze hinzu. Der Skiclub hatte den Hang der alten K 60-Schanze zu einer 80-m-Schanze erweitert nach Plänen von M. Beloznik. 1982 kam eine neue elektronischen Weitenmessanlage und ein Sessellift zum Schanzenturm hinauf hinzu. 2002/03 wurde die Schanze zur K 95 erweitert, mit finnischen Matten belegt und mit einer Keramikspur aus Slowenien ausgestattet.

## Internationale Wettbewerbe
Genannt werden alle von der FIS organisierten Sprungwettbewerbe.
| Datum           | Kategorie           | Schanze | 1. Platz                | 2. Platz                | 3. Platz             |
| --------------- | ------------------- | ------- | ----------------------- | ----------------------- | -------------------- |
| 30. August 2013 | FIS-Cup             | HS106   | Rafał Śliż              | Martin Cikl             | Federico Cecon       |
| 30. August 2013 | FIS-Cup             | HS106   | Michaela Doleželová     | Urša Bogataj            | Špela Rogelj         |
| 31. August 2013 | FIS-Cup             | HS106   | Roman Koudelka          | Jakub Janda             | Lukáš Hlava          |
| 31. August 2013 | FIS-Cup             | HS106   | Michaela Doleželová     | Urša Bogataj            | Špela Rogelj         |
| 29. August 2014 | FIS-Cup             | HS106   | Anastassija Gladyschewa | Michaela Doleželová     | Alexandra Kustowa    |
| 29. August 2014 | Continental Cup     | HS106   | Markus Schiffner        | Danny Queck             | Jure Šinkovec        |
| 30. August 2014 | FIS-Cup             | HS106   | Michaela Doleželová     | Anastassija Gladyschewa | Nita Englund         |
| 30. August 2014 | Continental Cup     | HS106   | Jure Šinkovec           | Jakub Janda             | Pius Paschke         |
| 28. August 2015 | Continental Cup     | HS106   | Klemens Murańka         | Sebastian Colloredo     | Clemens Aigner       |
| 29. August 2015 | Continental Cup     | HS106   | Clemens Aigner          | Klemens Murańka         | Tomáš Vančura        |
| 26. August 2016 | Continental Cup     | HS106   | Lukáš Hlava             | Sebastian Colloredo     | Aleksander Zniszczoł |
| 27. August 2016 | Continental Cup     | HS106   | Aleksander Zniszczoł    | Lukáš Hlava             | Bartłomiej Kłusek    |
| 18. August 2017 | Grand Prix          | HS106   | Yūki Itō                | Lucile Morat            | Maren Lundby         |
| 19. August 2017 | Grand Prix          | HS106   | Sara Takanashi          | Maren Lundby            | Yūki Itō             |
| 20. August 2017 | Beskiden-Tour (COC) | HS106   | Maximilian Steiner      | Andreas Schuler         | Klemens Murańka      |
| 17. August 2018 | Grand Prix          | HS106   | Sara Takanashi          | Maren Lundby            | Katharina Althaus    |
| 18. August 2018 | Grand Prix          | HS106   | Sara Takanashi          | Yūki Itō                | Maren Lundby         |
| 19. August 2018 | Beskiden-Tour (COC) | HS106   | Lukáš Hlava             | Florian Altenburger     | Philipp Aschenwald   |
| 16. August 2019 | Continental Cup     | HS106   | Joakim Aune             | Rok Justin              | Klemens Murańka      |
| 17. August 2019 | Continental Cup     | HS106   | Paweł Wąsek             | Rok Justin              | Joakim Aune          |
| 18. August 2019 | Grand Prix          | HS106   | Nika Križnar            | Juliane Seyfarth        | Urša Bogataj         |
| 15. August 2020 | Grand Prix          | HS106   | Nika Križnar            | Marita Kramer           | Ema Klinec           |
| 13. August 2021 | Continental Cup     | HS106   | Viktor Polášek          | Mika Schwann            | Philipp Raimund      |
| 14. August 2021 | Continental Cup     | HS106   | Mika Schwann            | Čestmír Kožíšek         | Maciej Kot           |
| 15. August 2021 | Grand Prix          | HS106   | Sara Takanashi          | Nozomi Maruyama         | Silje Opseth         |